# Vượt tường NAT
Vượt tường NAT (NAT Traversal, viết tắt: NAT-T) là thuật ngữ chung chỉ những kĩ thuật tạo và duy trì kết nối mạng giữa những máy nằm sau routers NAT. NAT thường xuyên gây ra vấn đề với các kết nối mạng, nhất là các kết nối giữa hai người dùng (end-to-end hoặc peer-to-peer connectivity). Vì thế, một nhóm các kĩ thuật đã được phát triển để khắc phục vấn đề này. Các kĩ thuật này là tối quan trọng đối với các ứng dụng/giao thức dựa trên kết nối gữa hai người dùng, điển hình như VoIP, chat, instant messaging, video/audio call, WebRTC...
Vấn đề chủ yếu đối với các kĩ thuật Vượt Tường NAT là không có một tiêu chuẩn định nghĩa chung cho tất cả các loại NAT. Vì thế, nhiều kĩ thuật khác nhau thường được ứng dụng để đạt 100% thành công (ví dụ: giao thức ICE là tổng hợp của 2 giao thức Vượt tường khác - STUN và TURN).